# Щербаков, Виталий Михайлович
Виталий Михайлович Щербаков (28 января 1935 — 23 мая 2001) — советский футболист, защитник. Мастер спорта СССР (1957).

## Карьера
Играл на позиции защитника.
Щербаков начинал карьеру в донском «Торпедо», потом перешёл в ОДО из Львова и провёл здесь 79 матчей и забил 1 гол.
В 1958 году он стал игроком московского ЦСКА.
Последние годы карьеры он провёл на Украине, играя за «Динамо» (Киев) и «Днепр». Всего в чемпионатах СССР (А и Б) провёл 151 матч и забил 1 гол.

## Достижения
- Чемпион СССР 1961 года[3].
- Включался в список 33 лучших футболистов сезона в СССР под № 2 в 1958 году.